# Wihr-au-Val
Wihr-au-Val (deutsch Weier im Tal, bis 1918 Weier im Thal, elsässisch Wihr im Dal) ist eine französische Gemeinde mit 1208 Einwohnern (Stand 1. Januar 2022) im Département Haut-Rhin in der Region Grand Est (bis 2015 Elsass). Sie gehört zum Arrondissement Colmar-Ribeauvillé, zum Kanton Wintzenheim und zum Gemeindeverband Vallée de Munster.

## Geografie

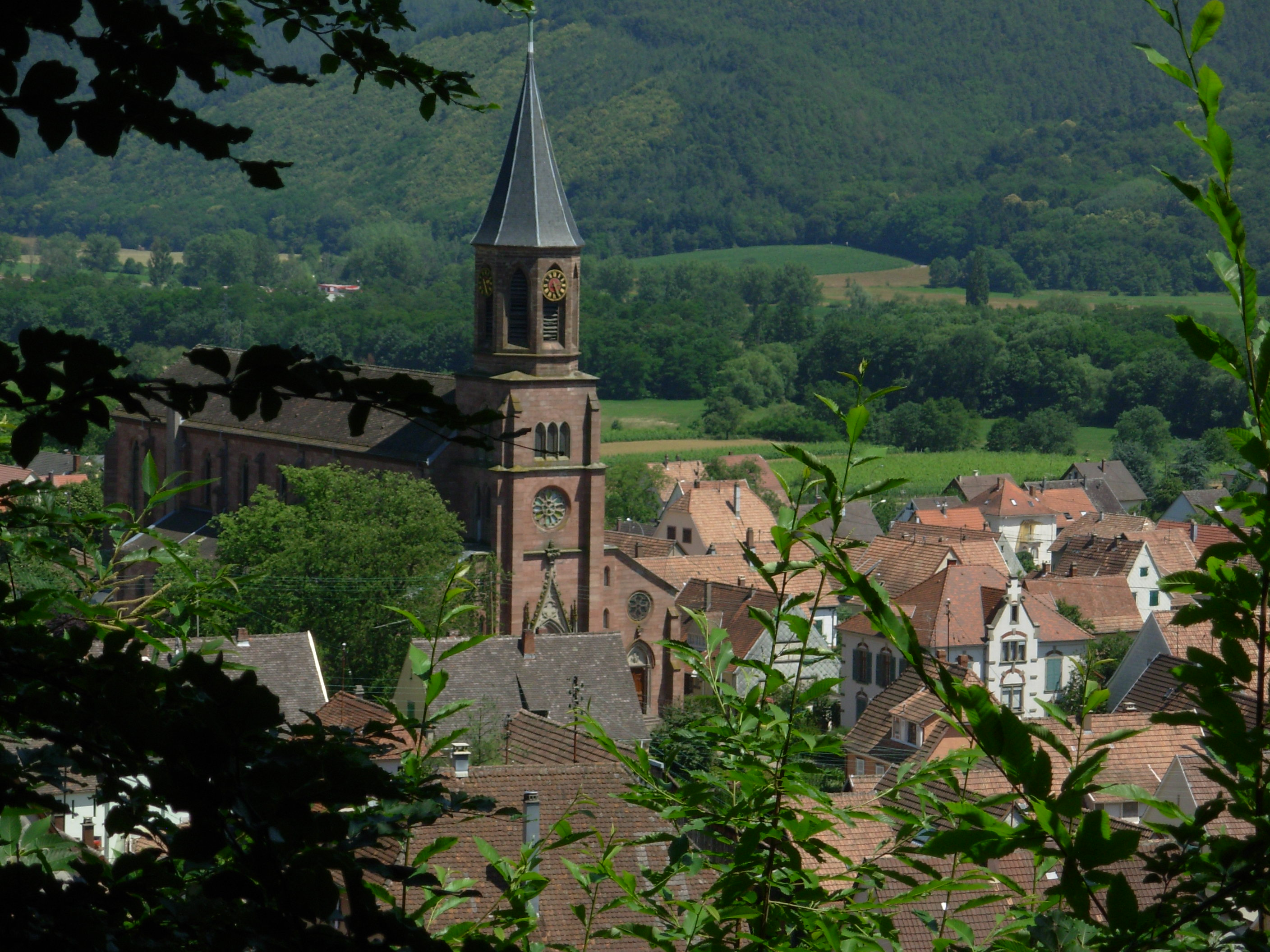
Blick auf Wihr-au-Val

Die Gemeinde Wihr-au-Val liegt etwa zwölf Kilometer westsüdwestlich von Colmar an der Fecht. Das Fechttal in den Vogesen wird auch als Münstertal bezeichnet (nach der Stadt Munster oberhalb von Wihr-au-Val). Das Gemeindegebiet ist Teil des Regionalen Naturparks Ballons des Vosges.
Über zwei Drittel des Gemeindegebietes sind von Wald bedeckt. Sie erstrecken sich beiderseits der Fecht an den Hängen und auf den bis 960 m erreichenden Höhenlagen.
Nachbargemeinden von Wihr-au-Val sind Labaroche im Norden, Walbach im Nordosten, Wintzenheim im Osten, Vœgtlinshoffen im Südosten, Soultzbach-les-Bains im Süden, Griesbach-au-Val im Südwesten, Gunsbach im Westen sowie Orbey im Nordwesten (Berührungspunkt).
Wihr-au-Val hat gemeinsam mit Soultzbach-les-Bains einen Haltepunkt an der Bahnstrecke Colmar–Metzeral.

## Geschichte
Um 896 hieß der Ort Bonifacii Villare, benannt nach einer Villa des elsässischen Herzogs Bonifatius.
Von 1871 bis zum Ende des Ersten Weltkrieges gehörte Weier im Thal als Teil des Reichslandes Elsaß-Lothringen zum Deutschen Reich und war dem Kreis Colmar im Bezirk Oberelsaß zugeordnet.
Am 18. Juni 1940 wurde Wihr-au-Val im Rahmen des Westfeldzugs durch die deutsche Wehrmacht fast vollständig zerstört.

### Bevölkerungsentwicklung

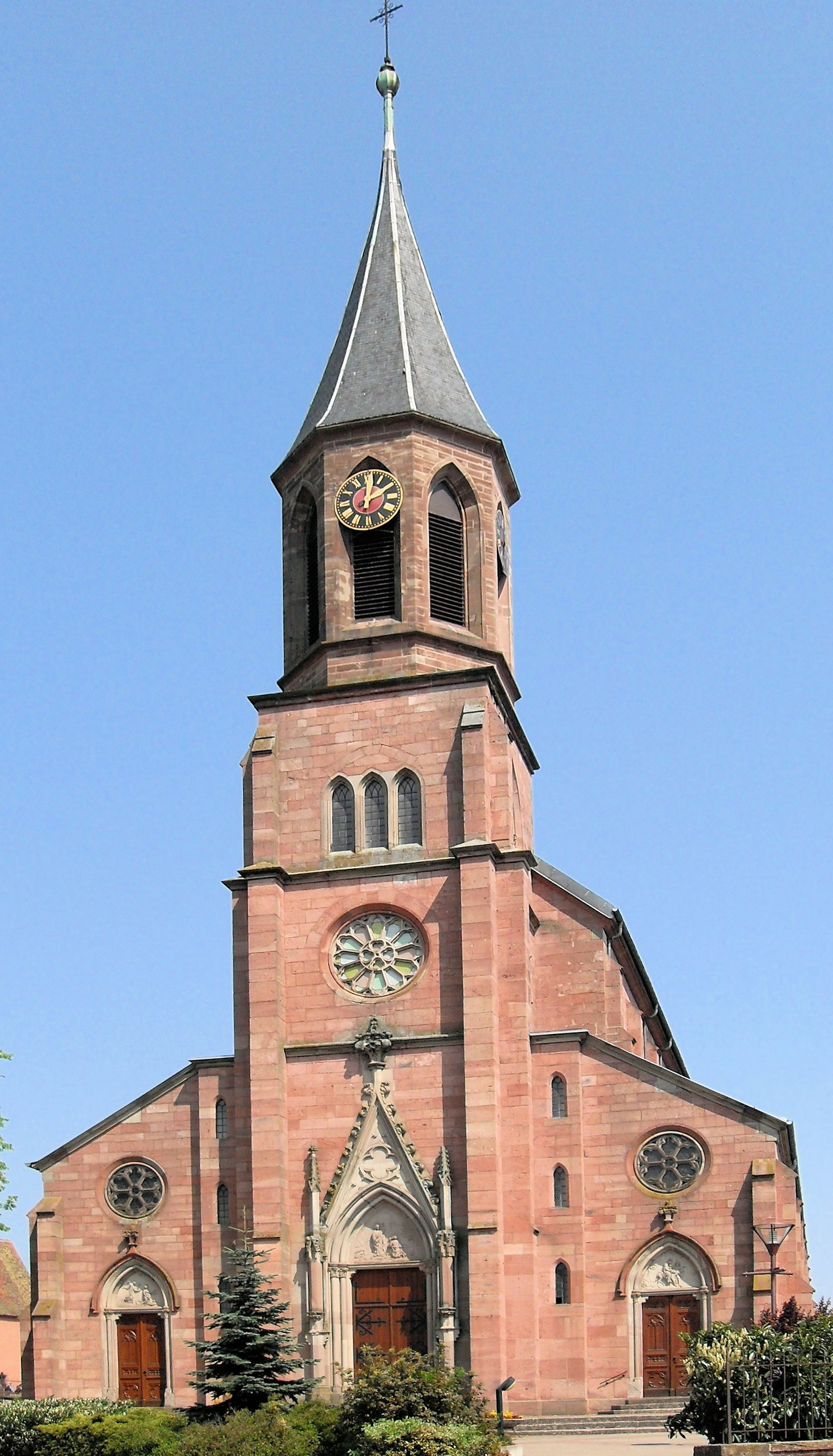
Kirche Saint-Martin

| Jahr      | 1910 | 1962 | 1968 | 1975 | 1982 | 1990 | 1999 | 2007 | 2019 |
| Einwohner | 897  | 1027 | 1036 | 1106 | 1051 | 1094 | 1232 | 1186 | 1242 |

## Wirtschaft und Infrastruktur
In Wihr-au-Val spielt der Tourismus eine wichtige Rolle. Es gibt mehrere Hotels und Restaurants. Zu den Sehenswürdigkeiten des Ortes gehört das Stadttor la Porte fortifiée de Wihr-au-Val.